# Швец, Алёна
Алёна Швец (настоящее имя — Алёна Сергеевна Швецова; род. 12 марта 2001, Златоуст, Челябинская область) — российская певица, автор-исполнитель, гитаристка, клавишница. Работает в жанрах авторская песня и инди-поп.

## Биография

### Ранние годы
Алёна Швецова родилась 12 марта 2001 года в Златоусте (Челябинская область) в семье медика и строителя. Петь начала с раннего детства, родители отдали её на вокал из-за бронхиальной астмы. В подростковом возрасте у Алёны появилось укулеле, на котором Алёна училась играть с помощью видео-уроков в интернете, чуть позже появилась первая гитара, на которой она сама училась играть, она начала исполнять песни российских поп-исполнителей на улицах Челябинска.

### Начало карьеры (2018)
Первые песни собственного сочинения Швецова выложила в социальной сети «ВКонтакте» под псевдонимом «Алёна Швец». Вышедший в июле 2018 года дебютный мини-альбом «Вписка на балконе» обратил внимание общественности на молодую исполнительницу. Альбом «Похороните меня за социум» был выпущен в октябре 2018, его название, судя по всему, является отсылкой к повести Павла Санаева. Настоящую популярность Алёне Швец принёс альбом «Когда зацветёт сирень», после выхода которого в апреле 2018 года она стала узнаваемой в Рунете.

### Взлёт популярности (2019—2021)
25 сентября 2019 года Алёна Швец выступила на шоу «Вечерний Ургант» с песней «Одуванчик» из альбома «Проволока из одуванчиков», вышедшего 6 сентября 2019 года.
Летом 2020 года вышел её пятый альбом «Королева отстоя», состоящий из десяти треков. Композиция «Молодая красивая дрянь» была ранее издана как сингл. На песни «Машина для убийств» и «Молодая красивая дрянь» были сняты видеоклипы.
Весной 2021 года вышел мини-альбом «Мелкая с гитарой», включающий в себя пять треков.
15 июля того же года в честь годовщины Spotify в России стриминговая платформа заявила, что Швец заняла первое место в топ-10 сольных исполнительниц. Также фотография Алёны находилась на главном небоскребе Times Square в Нью-Йорке в рамках кампании «Equal» от Spotify в поддержку женщин в музыкальной индустрии.
22 ноября вышел мини-альбом «Вредина», включающий в себя три трека: «Вредина», «Удалю» и «Луна». На них был снят концептуальный клип.

### С 2022 года
11 марта 2022 года вышли два студийных альбома Швец — «Яд» и «Противоядие». В альбоме «Яд» 8 песен, в альбоме «Противоядие» 10 песен. 26 мая 2022 года на песню «Да похуй» из альбома «Яд» вышел видеоклип.
10 июня состоялся релиз рекламного трека и видеоклипа «Бьюти дача», записанных специально для промокомпании коллаборации косметического бренда Beauty Bomb и Алёны Швец. 1 июля Швец выступила на «Плюс даче» в парке Горького и исполнила новый танцевальный сингл «Герда», официальный релиз которого состоялся 15 июля вместе с видеоклипом. 16 сентября 2022 года вышел сингл «Расстройство», к которому 5 октября 2022 года вышел небольшой мультфильм.
4 ноября 2022 года на канале Алёны Швец вышел сборник «Старые песни», вобравший в себя 16 старых песен исполнительницы с 2018 по 2020 год. Релиз песни «Вечно 17» состоялся 11 ноября 2022 года, после чего 9 декабря 2022 года вышел одноимённый клип. 13 января 2023 года вышел сингл «Спи», на который в тот же день вышел клип.
24 ноября 2023 года вышел альбом «Мыльные пузыри», который по звучанию значительно отличается от предыдущих более камерных записей.

## Стиль и тематика песен
Свой музыкальный стиль Швец позиционирует как «пост-бард» — смесь поп-рока, инди-попа и бардовской песни.

## Преследование
В октябре 2021 года Роскомнадзор обратился в прокуратуру с просьбой проверить песни и YouTube-канал Алёны Швец на предмет призывов к суициду по инициативе уполномоченной по правам ребёнка в Саратовской области Татьяны Загородней. Омбудсмен усмотрела в треке «Две девочки» призыв к суициду, а в клипе — гей-пропаганду. Полиция отказала в возбуждении уголовного дела из-за отсутствия состава преступления.
25 января 2022 года Фрунзенский районный суд Саратова запретил клип «Две девочки» из-за «пропаганды однополых отношений», усмотрев в нём гей-пропаганду.
В июне 2023 года Екатерина Мизулина обратилась в Генпрокуратуру с просьбой проверить творчество Алёны Швец на предмет распространения ЛГБТ-пропаганды среди несовершеннолетних, усмотрев её в песнях «Две девочки», «В кабинете у директора», «Лучшие подружки» и «Мальчики не плачут». Алёна Швец заявила, что данные песни были написаны давно и попросила Мизулину обратить внимание на её актуальное творчество, в котором, по словам Швец, подчёркиваются её «традиционные ценностные ориентиры на любовь», а также пообещала прекратить исполнять пять песен, которые «стали причиной разногласий».

## Дискография
Студийные альбомы
- «У стены с картинками» (2017)
- «Август плачет» (2018)
- «Когда зацветёт сирень» (2018)
- «Похороните меня за социум» (2018)
- «Ведёрко с блевотиной» (2019)
- «Проволока из одуванчиков» (2019)
- «Королева отстоя» (2020)
- «Яд» (2022)
- «Противоядие» (2022)
- «Мыльные пузыри» (2023)

Мини-альбомы
- «Вписка на балконе» (2018)
- «Пока работает стиральная машина» (2019)
- «Мелкая с гитарой» (2021)
- «Вредина» (2021)

Сборник
- «Старые песни» (2022)